# Fußball-Landesliga Westpfalz 1947/48
Die Fußball-Landesliga Westpfalz 1947/48 war die dritte Spielzeit der höchsten Amateur-Spielklasse in der Westpfalz im Land Rheinland-Pfalz nach dem Zweiten Weltkrieg. Die Landesliga war unterhalb der Gruppe Nord der damaligen 1. Liga Südwest (auch Zonenliga Nord genannt) angesiedelt. In der Vorsaison hatte es für die gesamte Pfalz eine gemeinsame Landesliga gegeben, der auch die Vereine aus der Vorderpfalz angehörten. Der SC Siegelbach wurde Westpfalzmeister 1948, stieg aber nicht in die 1. Liga Südwest auf. Kein Verein stieg aus der Landesliga ab.

## Abschlusstabelle
| Pl. | Verein                 | Sp. | Tore  | Punkte |
| --- | ---------------------- | --- | ----- | ------ |
| 01. | SC Siegelbach          | 18  | 69:31 | 28:80  |
| 02. | SV Kaiserslautern      | 18  | 45:32 | 22:14  |
| 03. | SV Brücken             | 18  | 45:35 | 20:16  |
| 04. | VfR Kaiserslautern     | 18  | 47:39 | 19:17  |
| 05. | SG 05 Pirmasens        | 18  | 47:43 | 19:17  |
| 06. | FV Landstuhl           | 18  | 32:32 | 19:17  |
| 07. | SG Thaleischweiler     | 18  | 40:46 | 17:19  |
| 08. | SG Waldfischbach       | 18  | 39:48 | 17:19  |
| 09. | SC West Kaiserslautern | 18  | 42:45 | 13:23  |
| 10. | SC Zweibrücken         | 18  | 15:70 | 06:30  |